# Зозуля Олексій Володимирович
Олексі́й Володи́мирович Зозуля (нар. 15 квітня 1992, Київ) — український футболіст, правий захисник.

## Біографія
Вихованець київського «Динамо». Закінчивши навчання, у 2010 році підписав контракт із запорізьким «Металургом», проте виступав лише за «Металург-2» (22 матчі і 1 гол у Другій лізі) і молодіжну команду (21 матч у чемпіонаті U-21).
У березні 2012 року підписав контракт з клубом Першої ліги «Полтавою». Спочатку нечасто залучався до матчів команди і навіть частину сезону 2012/13 провів у фарм-клубі «Полтава-2-Карлівка», проте з сезону 2013/14 став основним гравцем захисту полтавців. Всього у складі городян провів 77 матчів (4 голи) у Першій лізі, а також 22 гри в національному кубку.
У січні 2016 року підписав контракт з прем'єр-ліговою ужгородською «Говерлою». 11 квітня того ж року став гравцем рівненського «Вереса».
Влітку 2017 року перейшов у «Колос» (Ковалівка), де став ключовим гравцем оборони. У сезоні 2018/19 допоміг команді здобути підвищення до Прем'єр-ліги України. 30 липня 2019 року у матчі проти «Маріуполя» (2:1) Зозуля дебютував у Прем'єр-лізі. У січні 2021 року підписав новий контракт із клубом на 1,5 роки, при тому що у середині грудня «Колос» оголошував, що контракт із Зозулею розірвано за взаємною згодою сторін.
Влітку 2021 року Зозуля перейшов на правах річної оренди до «Львова», де виступав на позиції правого захисника. У складі команди провів 12 матчів у Прем'єр-лізі, поки чемпіонат не було достроково скасовано через російське повномасштабне вторгнення.
Повернувшись до «Колоса», Зозуля втратив місце в основі і рідко виходив на поле. Загалом у сезоні 2022/23 Зозуля зіграв лише у семи поєдинках за ковалівців, тому коли контракт 31-річного гравця добіг кінця, сторони вирішили не продовжувати угоду. Натомість у серпні 2023 року Олексій підписав контракт із клубом «Вікторія» (Суми), який виступав у Першій лізі. Там захисник у першій частині сезону 2023/24 провів 12 ігор у всіх турнірах, після чого «Вікторія» оголосила про припинення співпраці за згодою із Зозулею. В результаті сезон Олексій завершував у друголіговій «Дружбі» (Мирівка). З командою став переможцем Другої ліги 2023/24, але після того сезону команда припинила виступи.
У серпні 2024 року Зозуля приєднався до клубу ЮКСА, який виступав у Першій лізі. У сезоні 2024/25 футболіст провів 15 матчів у чемпіонаті та 3 матчі у Кубку України, після чого у травні 2025 року у віці 33 років завершив ігрову кар'єру.

## Кар'єра у збірній
У 2013 році у складі студентської збірної України виступав на футбольному турнірі Універсіади в Казані, де українці дійшли до чвертьфіналу. 
У 2014 році провів два матчі за молодіжну збірну України до 21 року.

## Особисте життя
Дружина Ганна, від якої має двох дітей, Алісу та Артура.